# Palaeorhiza pulchella
Palaeorhiza pulchella är en biart som beskrevs av Hirashima 1982. Palaeorhiza pulchella ingår i släktet Palaeorhiza och familjen korttungebin. Inga underarter finns listade i Catalogue of Life.